# Musulman culturel
Les musulmans culturels sont des individus non croyants et non pratiquants, mais qui s'identifient toujours à la culture musulmane en raison de leurs antécédents familiaux, de leurs expériences personnelles ou de l'environnement social et culturel dans lequel ils ont grandi. Les musulmans culturels peuvent être trouvés à travers le monde, mais ils sont particulièrement nombreux au Moyen-Orient (pays arabophones ainsi qu'en Israël, en Turquie et en Iran), en Europe, en Afrique, en Asie centrale, en Amérique du Nord et dans certaines parties de l'Asie du Sud et du Sud-Est.

## Définition
En Asie centrale et dans les anciens pays communistes, le terme «culturel musulman» a été utilisé pour décrire ceux qui souhaitaient que leur identité «musulmane» soit associée à certains rituels nationaux et ethniques, plutôt qu'à une simple religion.
Malise Ruthven (2000) a décrit les termes "musulman culturel" et "musulman nominal" comme suit :
 Il y a, cependant, un sens secondaire à musulman qui peut se cacher dans le premier. Un musulman est né d'un père musulman qui prend l'identité confessionnelle de ses parents sans nécessairement souscrire aux croyances et aux pratiques associées à la foi, tout comme un juif peut se décrire comme juif sans observer le Tanakh ou l'Halacha. Dans les sociétés non musulmanes, ces musulmans peuvent souscrire et être investis d'identités laïques. Les musulmans de Bosnie, descendants de Slaves convertis à l'islam sous la domination ottomane, ne sont pas toujours réputés pour leur présence à la prière, leur non-consommation d'alcool, l'isolement des femmes et d'autres pratiques sociales associées à la croyance des musulmans dans d'autres parties du monde. Ils étaient officiellement désignés comme musulmans par nationalité pour les distinguer des Serbes orthodoxes et des Croates catholiques sous l'ancien régime communiste yougoslave. L'étiquette musulmane indique leur appartenance ethnique et leur appartenance à un groupe, mais pas nécessairement leurs convictions religieuses. Dans ce contexte limité (qui peut s'appliquer à d'autres minorités musulmanes en Europe et en Asie), il peut n'y avoir aucune contradiction entre être musulman et être athée ou agnostique, tout comme il y a des athées juifs et des agnostiques juifs. Cette définition profane du musulman (parfois les termes musulman culturel ou musulman nominal sont utilisés) est très loin d'être incontestée. 
Un musulman culturel intériorise la tradition culturelle islamique, ou mode de pensée, comme cadre de référence. Les musulmans culturels sont divers en termes de normes, de valeurs, d'opinions politiques et de points de vue religieux. Ils conservent un « discours ou une structure de sentiment » partagé lié à l'histoire et aux souvenirs partagés.
Le concept d'un musulman culturel - quelqu'un qui s'identifie comme musulman mais n'est pas religieux - n'est pas toujours accepté par les communautés islamiques conservatrices.

## Démographie
En ce qui concerne la fréquentation des mosquées, environ 1% des musulmans en Azerbaïdjan, 5% en Albanie, 9% en Ouzbékistan, 10% au Kazakhstan, 19% en Russie et 22% au Kosovo fréquentent la mosquée une fois par semaine ou plus. Selon une étude du Pew Research Center, seulement 15% des musulmans d'Albanie et 18% des musulmans du Kazakhstan ont déclaré que la religion était très importante dans leur vie.

## Voir également
- Musulman sans dénomination
- Irréligion
- Spirituel mais non religieux